# Щепанє
Щепанє (хорв. Šćepanje) — населений пункт у Хорватії, в Вараждинській жупанії у складі громади Брезницький Хум.

## Населення
Населення за даними перепису 2011 року становило 330 осіб.
Динаміка чисельності населення поселення:

## Клімат
Середня річна температура становить 10,16 °C, середня максимальна – 24,22 °C, а середня мінімальна – -6,15 °C. Середня річна кількість опадів – 891 мм.
| Клімат поселення                              | Клімат поселення | Клімат поселення | Клімат поселення | Клімат поселення | Клімат поселення | Клімат поселення | Клімат поселення | Клімат поселення | Клімат поселення | Клімат поселення | Клімат поселення | Клімат поселення | Клімат поселення |
| Показник                                      | Січ.             | Лют.             | Бер.             | Квіт.            | Трав.            | Черв.            | Лип.             | Серп.            | Вер.             | Жовт.            | Лист.            | Груд.            |                  |
| Середній максимум, °C                         | 5,76             | 7,75             | 12,08            | 16,31            | 21,20            | 24,22            | 23,73            | 23,20            | 19,26            | 14,16            | 8,53             | 4,49             |                  |
| Середня температура, °C                       | −0,2             | 1,78             | 6,12             | 10,37            | 15,25            | 18,27            | 19,90            | 19,38            | 15,42            | 10,32            | 4,70             | 0,66             |                  |
| Середній мінімум, °C                          | −6,15            | −4,19            | 0,17             | 4,41             | 9,28             | 12,31            | 16,06            | 15,53            | 11,58            | 6,47             | 0,86             | −3,18            |                  |
| Норма опадів, мм                              | 45               | 47               | 58               | 69               | 77               | 102              | 86               | 90               | 85               | 85               | 84               | 63               |                  |
| Середньомісячна швидкість вітру, м/с          | 1.94             | 2.18             | 2.52             | 2.49             | 2.31             | 2.10             | 2.00             | 1.81             | 1.82             | 1.91             | 2.01             | 2.01             |                  |
| Середньомісячна сонячна радіація, кДж/м²·день | 4066             | 6795             | 10527            | 14896            | 18970            | 20870            | 21620            | 18755            | 13928            | 8700             | 4554             | 3233             |                  |
| --------------------------------------------- | ---------------- | ---------------- | ---------------- | ---------------- | ---------------- | ---------------- | ---------------- | ---------------- | ---------------- | ---------------- | ---------------- | ---------------- | ---------------- |
| Джерело:                                      |                  |                  |                  |                  |                  |                  |                  |                  |                  |                  |                  |                  |                  |